# Клер Редфілд
Клер Редфілд (англ. Claire Redfield, яп. クレア・レッドフィールド / Kurea Reddofīrudo) — персонаж Resident Evil (в Японії називається «Biohazard»), серії відеоігор у жанрі survival horror, створеної японською компанією Capcom. Вона дебютувала як одна з двох протагоністів у відеогрі Resident Evil 2 (1998), разом з Леоном С. Кеннеді.
Створена сценаристом Capcom, Нобору Суґімурою, Клер є молодшою сестрою іншого персонажа серії Кріса Редфілда, одного з двох головних героїв першої частини Resident Evil та офіцера поліції Раккун-Сіті, який протистоїть нашестю зомбі, спричиненою корпорацією Амбрелла. Її історія у Resident Evil 2 та Resident Evil Code: Veronica (2000) розповідає про її розшук зниклого брата, що також втягує її в протистояння з Амбреллою. На момент виходу Resident Evil: Revelations 2 (2015) вона є членом організації TerraSave, яка була створена після інциденту в Раккун-Сіті.
Відома героїня Клер з'явилася в кількох іграх, романах і фільмах франшизи Resident Evil, а також в інших франшизах, зокрема в Dead by Daylight. Її роль виконували різні актриси. У своїй дебютній появі у відеогрі її озвучує канадська акторка Елісон Корт, чиї риси також пізніше були використані для героїні. У ремейку Resident Evil 2 (2019) її озвучує Стефані Паніселло, а зовнішність змодельована з канадської моделі Джордан Мак'юен. У повнометражних фільмах Оселя зла Клер грали Елі Лартер та Кая Скоделаріо. Клер отримала переважно позитивні відгуки від відеоігрових видань, з особливою похвалою за те, що вона є несексуалізованою жіночою героїнею.

## Концепт та дизайн
Клер Редфілд була створена на основі попереднього персонажа на ім'я Ельза Вокер. Вокер була оригінальною героїнею Resident Evil 2; блондинка, студентка коледжу і мотоциклістка, вона приїхала до Раккун-Сіті, щоб спробувати набрати фанатів в університеті Раккун-Сіті для створення гоночної команди у своєму рідному місті. Однак після того, як розробка гри була припинена і перезапущена в 1997 році, персонажа переробили як сестру Кріса Редфілда на ім'я Клер. Це було зроблено за пропозицією нового сценариста Нобору Суґімури, щоб поєднати сюжет Resident Evil 2 з першою грою. Відповідно, було підкреслено зв'язок Клер з Крісом, що дало пояснення її навичкам володіння вогнепальною та іншою зброєю, а також дало їй нову причину приїзду в Раккун-Сіті: пошуки Кріса. Її фізичні риси були перероблені, щоб більше нагадувати її брата, а вбрання було змінено, включивши піхви для стандартного ножа S.T.A.R.S. і куртку з написом «Made in Heaven» на спині (яка була у Кріса як альтернативний костюм). Оскільки творець серії Сіндзі Мікамі не любив слабких і сексуально об'єктивізованих жінок у відеоіграх, Клер була задумана самостійною і наполегливою.
Про її повернення у Resident Evil Code: Veronica, Мікамі сказав: «Клер стала жорсткішою і сильнішою, ніж раніше: Я думав, що вона має виглядати так само, як і раніше, але геймдиректор зробив її такою, тому що вона набула досвіду в Resident Evil 2, і тепер вона може впоратися з будь-якою ситуацією!». Для Resident Evil: Revelations 2 Клер була задумана закоренілою і напористою, щоб контрастувати з її напарницею, молодою, незрілою і лякливою Мойрою Бертон. Продюсер гри Мічітеру Окабе сказав: «Насправді, тільки після цього ми озирнулися і згадали: «О, так вони двоє дівчата». І це добре, адже це означає, що ми ставимося до них як до особистостей, а не лише до їхньої статі. Ми зупинилися на ідеї, що у вас різні ролі - не двоє проти світу, а один проти світу з помічником».
Для ремейку Resident Evil 2 2019 року Клер переробили і змоделювали за образом канадської моделі Джордан Мак'юен. У неї змінилася зачіска, і її волосся більше не коричнево-руде, натомість вона стала брюнеткою. Її гардероб також був змінений: її оригінальні спортивні штани та велосипедні шорти були замінені на джинси, а куртка тепер з довгими рукавами.

## Появи

### У відеоіграх Resident Evil
Клер Редфілд вперше з'являється у Resident Evil 2 (1998), історія розгортається навколо її пошуків зниклого брата Кріса, офіцера місцевого поліцейського спецпідрозділу S.T.A.R.S.. Клер прибуває до міста Раккун-Сіті на Середньому заході США, де її застають зомбі. Незабаром вона знайомиться з новобранцем поліції Леоном С. Кеннеді, але по дорозі вона відділяється від нього. Решта гри зосереджена на боротьбі Клер за те, щоб вибратися з міста живою. Вона підтримує радіозв'язок з Леоном і об'єднується з маленькою дівчинкою на ім'я Шеррі, борючись проти різних неживих істот, що заполонили будівлю поліцейського управління Раккун-Сіті, в тому числі мутованого вченого Вільяма Біркіна. Зрештою, Клер тікає з міста через підземний дослідницький комплекс корпорації Амбрелла разом з Леоном і Шеррі, після того, як їм трьом вдається знищити Біркіна. В епілозі гри Клер вирушає на пошуки Кріса, а Леона і Шеррі рятують американські військові. Ця ж історія повторюється у ремейку гри 2019 року.
Клер, яка все ще шукає свого брата, є героїнею більшої частини Resident Evil Code: Veronica (2000), дія якої відбувається через три місяці після подій Resident Evil 2. Після невдалої спроби проникнення до медичного відділення Амбрелли в Парижі, Клер опиняється в ув'язненні на острові Рокфорт, що належить Амбреллі. Їй вдається втекти після чергового спалаху вірусу, спричиненого конкуруючою з Амбреллою корпорацією, і вона об'єднується з колишнім ув'язненим Стівом Бернсайдом. Клер вдається з'ясувати місцеперебування брата і відправити повідомлення Леону. Клер, Стів і Кріс тікають з острова, але опиняються в іншій секретній лабораторії Амбрелли, цього разу в Антарктиді, де їх захоплює в полон антагоністка Алексія Ешфорд. У другій частині гри Кріс намагається врятувати свою полонену сестру від Амбрелли. Кріс знаходить шлях до антарктичної лабораторії і рятує її перед їхньою фінальною битвою з Алексією, яка забирає життя Стіва, а брат і сестра тікають з об'єкту на транспортному літаку, яким він туди потрапив. У фіналі гри вони присягаються покласти край корпорації Амбрелла. У версії для PlayStation 2, Veronica X, Клер також має нетривалу зустріч з головним лиходієм серії Альбертом Вескером, яка закінчилася б її смертю, якби Вескера не відкликали його поплічники.
Вона знову з'являється у Resident Evil Survivor 2 Code: Veronica (2001), весь сюжет якої насправді є лише її страшним сном після втечі з Антарктиди в оригінальній Code: Veronica; а також в Resident Evil: Uprising, мобільній версії Resident Evil 2. За Клер можна грати в Resident Evil: The Darkside Chronicles (2009), яка переповідає події Resident Evil 2 і Resident Evil Code: Veronica.
Клер повернулася як головна героїня в епізодичній грі Resident Evil: Revelations 2 (2015), дія якої відбувається між подіями Resident Evil 5 і Resident Evil 6. Тепер Клер є членкинею TerraSave, некомерційної організації, що займається гуманітарною допомогою та протестним активізмом. Гра розповідає про неї та доньку Баррі Бертона Мойру, після того, як їх викрадають і вони опиняються в пастці на таємничому покинутому острові-в'язниці. Там вони борються з Алексом Вескером та «ураженими» істотами. Врешті-решт вони обоє виживають разом із Баррі, який прибув на їхні пошуки, та маленькою дівчинкою на ім'я Наталя Корда.
Клер також з'являється в кількох неканонічних іграх серії. Вона є одним з персонажів неканонічного спін-оффу Resident Evil: The Mercenaries 3D (2011) та Resident Evil: Operation Raccoon City (2012), де вона також є одним з босів в основному режимі гри. Крім того, Клер є одним з двох ігрових персонажів у Resident Evil: Zombie Busters, яка виникла як браузерна гра в лінійці Capcom Party, а в 2011 році була портована на мобільні телефони. Клер, разом з костюмом Леона, з'являється в Resident Evil: Resistance (2020). Вона також є ігровим персонажем у Resident Evil Re:Verse (2022).

### У фільмах Resident Evil

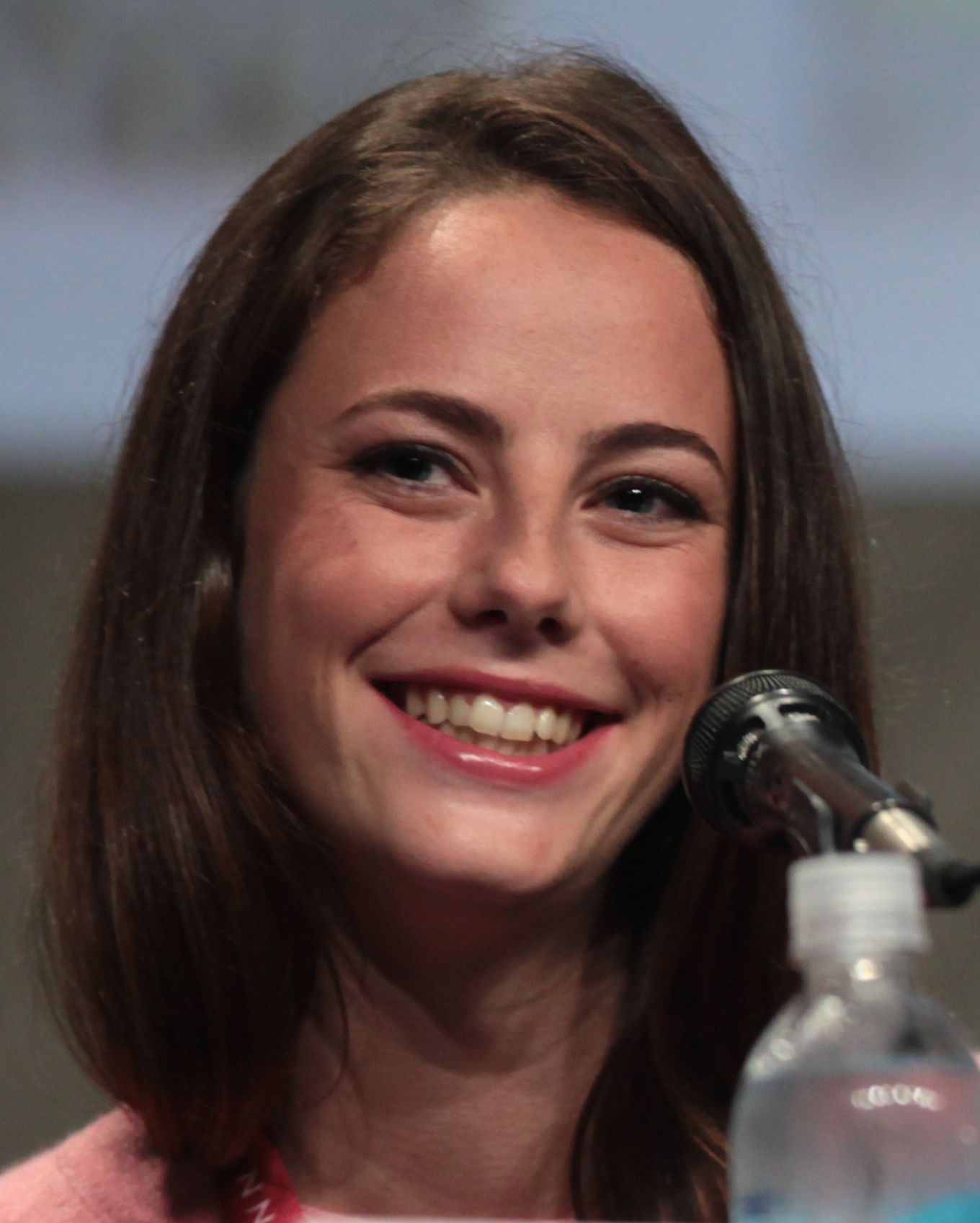
Кая Скоделаріо зіграла Клер Редфілд, головну героїню фільму Оселя зла: Вітаємо у Раккун-Сіті (2021)

Пол Вільям Скотт Андерсон, який написав сценарії до шести фільмів оригінальної серії Оселя зла (2002-2016), не включив героїню Клер Редфілд у перші два фільми. Він не включив її і в ранні чернетки третього фільму, Оселя зла: Вимирання (2007), оскільки персонаж Джилл Валентайн повинна була знову повернутися з її дебюту у другому фільмі, Оселя зла: Апокаліпсис (2004). Пізніше Андерсон і продюсер Джеремі Болт вирішили, що поряд з головною героїнею серії Еліс з'явиться інший ігровий персонаж, Клер: «Ми подумали, що замість того, щоб повертати Джилл, краще звести її з іншою героїнею». Акторка Елі Лартер зіграла Клер у фільмі Оселя зла: Вимирання (2007). У фільмі Клер є лідеркою колони тих, хто пережив зомбі-апокаліпсис, які наприкінці фільму вирушають на Аляску в пошуках безпечного притулку.
Версія Клер із Вимирання не має жодного зв'язку з персонажем відеоігор, а її зовнішність була перероблена. Коли Лартер знову зіграла цю роль у четвертій частині, Оселя зла: Потойбічне життя (2010), вона була одягнена у вбрання, що більше нагадує костюми Клер в іграх, і мала руде волосся. У Потойбічному житті Клер потрапляє в засідку корпорації Амбрелла і піддається маніпуляціям за допомогою пристрою, який контролює її і погіршує її пам'ять, перш ніж її рятує Програма Еліс і вона возз'єднується зі своїм братом Крісом. Вона не з'явилася в п'ятому фільмі, Оселя зла: Відплата (2012), де її вважають загиблою. Лартер повернулася до ролі втретє, в шостому і останньому фільмі оригінальної серії фільмів, Оселя зла: Фінальна битва (2016); Клер об'єднується з Еліс та Червоною Королевою, щоб врятувати залишки людства. Її дизайн у цьому фільмі був натхненний дизайном з гри Revelations 2.
Клер із серії відеоігор грає головну роль у анімаційному фільмі Оселя зла: Виродження (2008), що возз'єднує її з Леоном С. Кеннеді. Дія фільму відбувається через сім років після подій Resident Evil 2, а Клер стала провідним діячем організації TerraSave. Клер також з'явилася в серіалі Netflix Оселя зла: Нескінченна темрява (2021) разом із Леоном. Вона повернулася в сиквелі Оселя зла: Острів смерті (2023).
Клер, яку грає Кая Скоделаріо, є головною героїнею перезапуску Оселя Зла: Вітаємо у Раккун-Сіті (2021), в якому немає персонажа Еліс з оригінальної серії фільмів.

### Інші появи
Романтичний комедійний переказ історії Resident Evil 2, зосереджений на Клер, Леоні та Аді, вийшов завдяки тайванському видавцеві Chingwin Publishing у двосерійному тайванському коміксі Èlíng Gǔbǎo II у 1999 році. Клер також з'являється в романах Стефані Данелл Перрі Оселя зла: Місто мертвих (новелізація Resident Evil 2) і Code Veronica 1999 року, а також у маньхва Shēnghuà Wēijī 2 1998-1999 років. У друкованих виданнях карткових ігор вона з'являється як карта у Resident Evil: The Deck Building Game, що випускається компанією Bandai. Вона також є однією з головних героїнь манги Наокі Серізави Biohazard: heavenly island, серіалізованої в журналі Weekly Shonen Champion у 2015 році, в якій вона є детективом TerraSave на ізольованому південноамериканському острові. Вона також з'явилася в японській телевізійній рекламі Джорджа Ромеро для Resident Evil 2. 2000 року в Японії випустили спеціальну лімітовану серію ігрової приставки Dreamcast «Claire Redfield red» кількістю 1 800 одиниць. Серед товарів із зображенням Клер - фігурки, куртки та статуетки.
Поза франшизою Resident Evil Клер з'являється як бонусний персонаж у спортивній грі Trick'N Snowboarder (1999), а в 2013 році її додали до браузерної соціальної гри Onimusha Soul, для якої вона була перероблена під тематику феодальної Японії. Один з костюмів для персонажа Crimson Viper у файтингу Ultimate Marvel vs. Capcom 3 був натхненний культовим образом Клер з Resident Evil 2. Її костюм також з'являється у грі Dead by Daylight як легендарний скін для Джилл Валентайн. У березні 2023 року Клер і Леон з'явилися в Fortnite Battle Royale. У квітні 2023 року вона з'явилась у грі Puzzle & Survival.

## Сприйняття
Персонаж Клер Редфілд був дуже добре зустрінутий критиками і широкою публікою за її гарну зовнішність і вміння виживати. Ігрові видання називали Клер одним з найкращих персонажів відеоігор. 1999 року вона була однією з трьох головних героїнь серед семи номінантів на премію Nintendo Power Awards у категорії «Найкращий новий герой». 2000 року Eurogamer номінував її на премію Gaming Globes у категорії «Головна жіноча роль». Журнали хвалили її як найсимпатичнішого персонажа Resident Evil. Джессіка Фамуларо з Inverse описала її як «жіночну та сильну - Клер, безумовно, є прикладом того, які протагоністки потрібні іграм». San Francisco Chronicle обрала Клер як приклад позитивного жіночого персонажа, яким «пишалася б Бренді Честейн». SyFy описав її як «вродливу відеоігрову героїню», стверджуючи, що вона є «рішучою і наполегливою дівчиною, яка є такою ж міцною, як цвяхи, і готова прийняти будь-який виклик». Мітч Дайер з IGN особливо високо оцінив її повернення в Revelations 2: «Resident Evil відводить жінкам видатні, сильні, ігрові ролі. Джилл Валентайн, Ребекка Чемберс, Шева Аломар, Ада Вонґ, і це лише частина з них. Проте вони часто грають на противагу чоловікам. Вперше частина Resident Evil розгортається навколо історії двох жінок. Приємно знову зіграти за Клер».
Критики зазначали, що Клер не була занадто сексуалізованою у своїх перших появах. Її образ використовували як ілюстрацію героїні серії, яку не оцінювали суто на основі її статі. Paste написали статтю про гардероб Клер Редфілд, який «показує нам, що жіночність, емоційність і практичність не суперечать одна одній». У книзі Level Up!: The Guide to Great Video Game Design Клер назвали «ідеальним прикладом» теми «протилежне приваблює», оскільки вона та її колега з Раккун-Сіті Шеррі (маленька дівчинка з RE2) «не могли бути більш різними».
Клер також отримала кілька негативних оцінок від рецензентів. У статті «Tropes vs. Women in Video Games» феміністична медіакритикиня Аніта Саркісян назвала альтернативні костюми Клер надто відвертими, зокрема, мотоспортивний костюм парасольки. Тим часом Раві Сінха з GamingBolt вважає дизайн героїні у ремейку Resident Evil 2 одним з найгірших у відеоіграх, зазначаючи, що розробникам варто було б зберегти її оригінальний образ. В одному з есе Надін Фаргхалі «Unraveling Resident Evil» також критикують і порівнюють Клер з «типовим шаблоном цнотливої дівчини чи пацанки».